# سيرة آل الجلالي (مسلسل)
سيرة آل الجلالي مسلسل سوري اجتماعي درامي، للمؤلف خالد خليفة، والمخرج هيثم حقي، عُرض عام 2000.

## قصة العمل
تلقي الضوء على حياة عائلة آل الجلالي وهي من أعرق عائلات مدينة حلب. تدور القصة بسياقها العام حول رجل جمع ثروة طائلة بطرق مشروعة وأخرى غير مشروعة مثل حرمانه لإخوانه من الميراث الشرعي. تمرُّ الأيام ويمرض كبير عائلة الجلالي ولا يجد أمامه لمساعدته وعونه وعون أولاده إلا أخاه شقيقه الذي حرمه من ماله، إلا أن أحداث غامضة تكتنف قصة اختفاء اموال الحاج أمين على يد أخيه أنس.

## طاقم العمل
- هيثم حقي (مخرج )
- سيف الدين سبيعي (مخرج مساعد)
- خالد خليفة (مؤلف)

### الممثلون
- عمر حجو
- بسام كوسا
- فراس إبراهيم
- كاريس بشار
- ثناء دبسي
- غسان مسعود
- جيهان عبد العظيم
- فارس الحلو
- هدى الركبي

بالإضافة لمجموعة من الممثلين السوريين.